# Havka
Havka es un municipio del distrito de Kežmarok en la región de Prešov, Eslovaquia, con una población estimada a final del año 2024 de 39 habitantes.
Se encuentra ubicado al noroeste de la región, cerca del río Poprad (cuenca hidrográfica del río Vístula) y de la frontera con Polonia.

## Demografía
| Año        | 1994 | 2004     | 2014    | 2024     |
| ---------- | ---- | -------- | ------- | -------- |
| Población  | 56   | 40       | 45      | 39       |
| Diferencia |      | −28,57 % | +12,5 % | −13,33 % |

| Año        | 2023 | 2024   |
| ---------- | ---- | ------ |
| Población  | 40   | 39     |
| Diferencia |      | −2,5 % |